# Allium transvestiens
Allium transvestiens är en amaryllisväxtart som beskrevs av Aleksei Ivanovich Vvedensky. Allium transvestiens ingår i släktet lökar, och familjen amaryllisväxter. Inga underarter finns listade i Catalogue of Life.